# (1566) Icarus
(1566) Icarus ist ein erdnaher Asteroid (Planetoid), aus der Gruppe der Apollo-Asteroiden. Dies sind Himmelskörper, deren Bahnen die Erdbahn kreuzen können.
Dieser etwa einen Kilometer große Asteroid wurde am 27. Juni 1949 von Walter Baade entdeckt und besitzt eine relativ helle Oberfläche mit einer Albedo von 0,4.
Icarus bewegt sich zwischen 0,2 AE (Perihel) und 2 AE (Aphel) auf einer stark elliptischen Bahn um die Sonne. Damit kommt er der Sonne näher als der Merkur. Aus diesem Grund wurde er nach Ikarus, einer tragischen Gestalt der griechischen Sage benannt. Dieser kam mit Hilfe von selbstgebauten Flügeln der Sonne zu nahe und stürzte ab.